# میسا رودریگز
ماریا ایزابل رودریگز ریورو (به اسپانیایی: María Isabel Rodríguez؛ زادهٔ ۲۲ ژوئیه ۱۹۹۹) دروازه‌بان حرفه ای اسپانیایی است که در باشگاه باشگاه فوتبال زنان رئال مادرید در لیگ برتر فوتبال زنان اسپانیا بازی می‌کند.